# Bomba inteligente

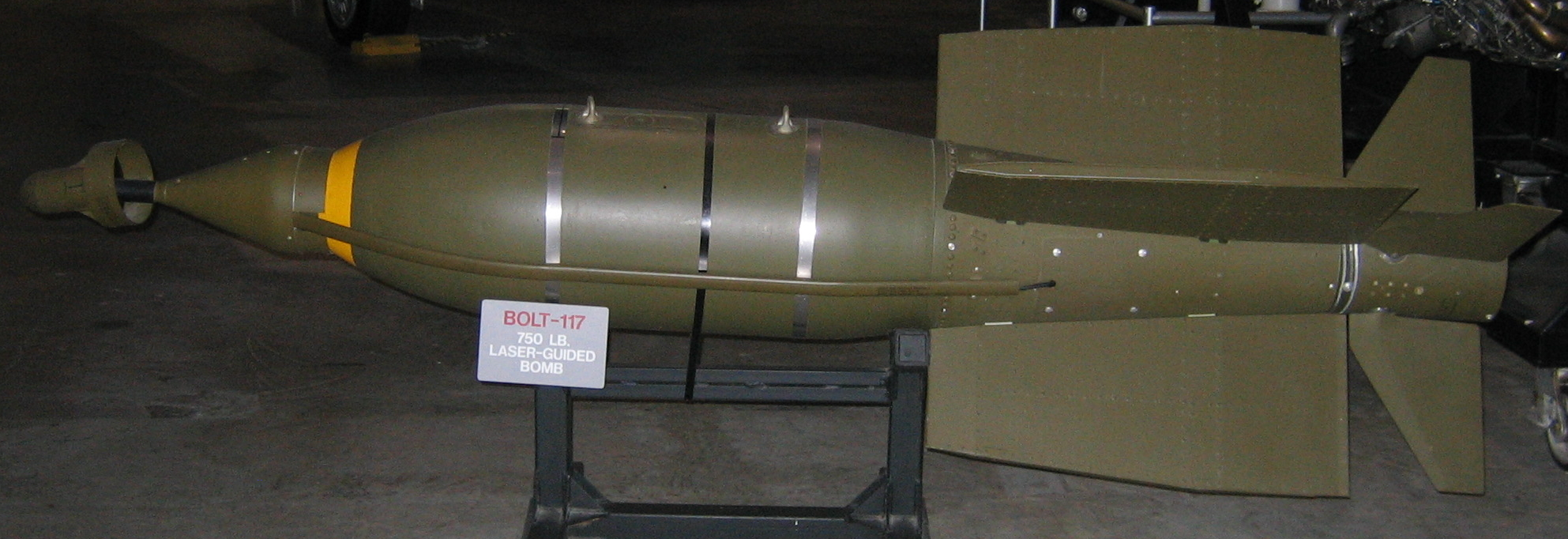
BOLT-117, a primeira bomba guiada por laser do mundo

Uma bomba guiada (também conhecida como bomba inteligente, unidade de bomba guiada ou GBU) é uma munição de precisão projetada para alcançar um menor erro circular provável (CEP).
A criação de munições de precisão resultou na renomeação retroativa de bombas mais antigas como bomba não guiadas ou "bombas burras".

## Orientação
Bombas guiadas carregam um sistema de orientação que geralmente é monitorado e controlado a partir de um dispositivo externo. Uma bomba guiada de determinado peso deve carregar menos explosivos para acomodar os mecanismos de orientação.

### Rádio
Os alemães foram os primeiros a introduzir munições guiadas de precisão (PGMs) em combate, usando a Fritz X de orientação MCLOS de 1 400 kg (3 100 lb) para atacar com sucesso o encouraçado italiano Roma em setembro de 1943. Os equivalentes Aliados mais próximos foram o AZON (AZimuth ONly) de 1 000 lb (454 kg), usado tanto na Europa quanto no Teatro CBI, e o Bat da Marinha dos Estados Unidos, usado principalmente no Teatro do Pacífico da Segunda Guerra Mundial, que usava orientação autônoma por radar a bordo. Além disso, os EUA testaram o Gargoyle propulsionado por foguete; nunca entrou em serviço. Nenhuma PGM guiada remotamente japonesa foi utilizada na Segunda Guerra Mundial.

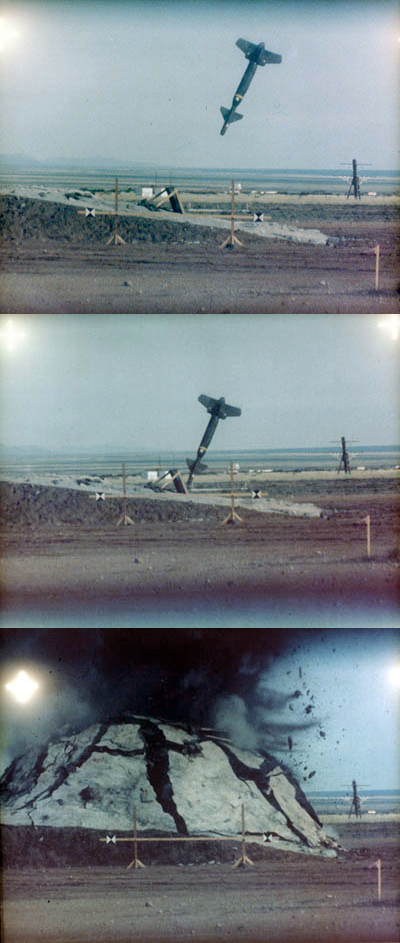
Uma GBU-24 guiada por laser (variante de ogiva BLU-109) atinge seu alvo.

As Forças Aéreas do Exército dos Estados Unidos usaram técnicas similares com a Operação Afrodite, mas tiveram poucos sucessos; o Mistel alemão (Visco) "aeronave parasita" não foi mais eficaz.
Os programas americanos recomeçaram na Guerra da Coreia. Na década de 1960, a bomba eletro-óptica (ou bomba de câmera) foi reintroduzida. Elas eram equipadas com câmeras de TV e miras de sinalizador, pelas quais a bomba seria direcionada até que o sinalizador se sobrepusesse ao alvo. As bombas de câmera transmitiam uma "visão dos olhos da bomba" do alvo de volta para uma aeronave controladora. Um operador nesta aeronave então transmitia sinais de controle para aletas direcionáveis instaladas na bomba. Tais armas foram usadas cada vez mais pela USAF nos últimos anos da Guerra do Vietnã porque o clima político estava cada vez mais intolerante a baixas civis, e porque era possível atingir alvos difíceis (como pontes) efetivamente com uma única missão; a Ponte Thanh Hoa, por exemplo, foi atacada repetidamente com bombas de gravidade, sem efeito, apenas para ser derrubada em uma missão com PGMs.
Embora não sejam tão populares quanto as novas armas JDAM e JSOW, ou mesmo os sistemas mais antigos de bomba guiada por laser, armas como a bomba guiada por TV AGM-62 Walleye ainda estão sendo usadas, em conjunto com o AAW-144 Data Link Pod, em F/A-18 Hornets da Marinha dos EUA.

### Infravermelho
Na Segunda Guerra Mundial, o Comitê Nacional de Pesquisa de Defesa dos EUA desenvolveu o VB-6 Felix, que usava infravermelho para localizar navios. Embora tenha entrado em produção em 1945, nunca foi empregado operacionalmente.

### Laser

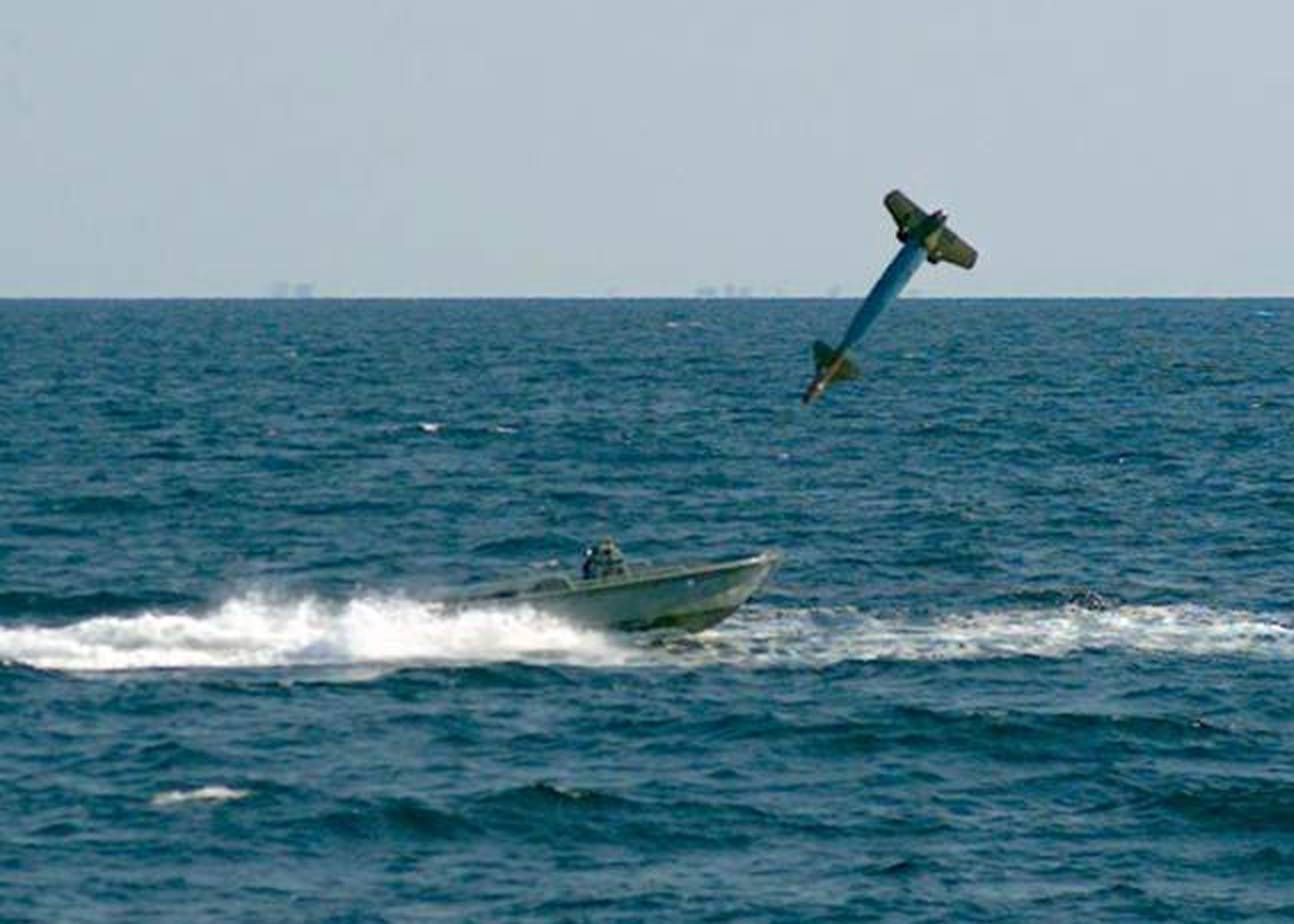
GBU-10 pouco antes de atingir um pequeno barco durante um exercício de treinamento

Em 1962, o Exército dos EUA começou a pesquisa em sistemas de orientação por laser e, em 1967, a USAF havia conduzido uma avaliação competitiva levando ao desenvolvimento completo da primeira bomba guiada por laser do mundo, a BOLT-117, em 1968. Todas essas bombas funcionam de maneira muito similar, contando com o alvo sendo iluminado, ou "pintado", por um designador de alvo laser no solo ou em uma aeronave. Elas têm a desvantagem significativa de não serem utilizáveis em mau tempo onde a iluminação do alvo não pode ser vista, ou onde não é possível colocar um designador de alvo próximo ao alvo. O designador laser envia seu feixe em uma série de pulsos criptografados para que a bomba não possa ser confundida por um laser comum, e também para que múltiplos designadores possam operar em proximidade razoável.
Armas guiadas por laser não se tornaram comuns até o advento do microchip. Elas fizeram sua estreia prática no Vietnã, onde em 13 de maio de 1972 foram usadas no segundo ataque bem-sucedido à Ponte Thanh Hoa ("Mandíbula do Dragão"). Esta estrutura havia sido anteriormente alvo de 800 missões americanas (usando armas não guiadas) e foi parcialmente destruída em cada um dos dois ataques bem-sucedidos, sendo o outro em 27 de abril de 1972 usando Walleyes. Essa primeira missão também tinha armas guiadas por laser, mas o mau tempo impediu seu uso. Elas foram usadas, embora não em grande escala, pelas forças britânicas durante a Guerra das Malvinas de 1982. O primeiro uso em larga escala de armas inteligentes veio em 1991 durante a Operação Tempestade no Deserto, quando foram usadas pelas forças da coalizão contra o Iraque. Mesmo assim, a maior parte do armamento lançado pelo ar usado naquela guerra era "burro", embora as porcentagens sejam distorcidas pelo grande uso de várias bombas de fragmentação (não guiadas). Armas guiadas por laser foram usadas em grandes números durante a Guerra do Kosovo de 1999, mas sua eficácia foi frequentemente reduzida pelas condições climáticas adversas predominantes nos Bálcãs meridionais.
Existem duas famílias básicas de bombas guiadas por laser no serviço americano (e da esfera americana): o Paveway II e o Paveway III. O sistema de orientação Paveway III é mais aerodinamicamente eficiente e, portanto, tem maior alcance, porém é mais caro. LGBs Paveway II de 500 libras (como GBU-12) são uma PGM leve mais barata adequada para uso contra veículos e outros alvos pequenos, enquanto um penetrador Paveway III de 2000 libras (como GBU-24) é uma arma mais cara adequada para uso contra alvos de alto valor. GBU-12s foram usadas com grande efeito na primeira Guerra do Golfo, lançadas de aeronaves F-111F para destruir veículos blindados iraquianos em um processo referido como "caça aos tanques".

### Satélite

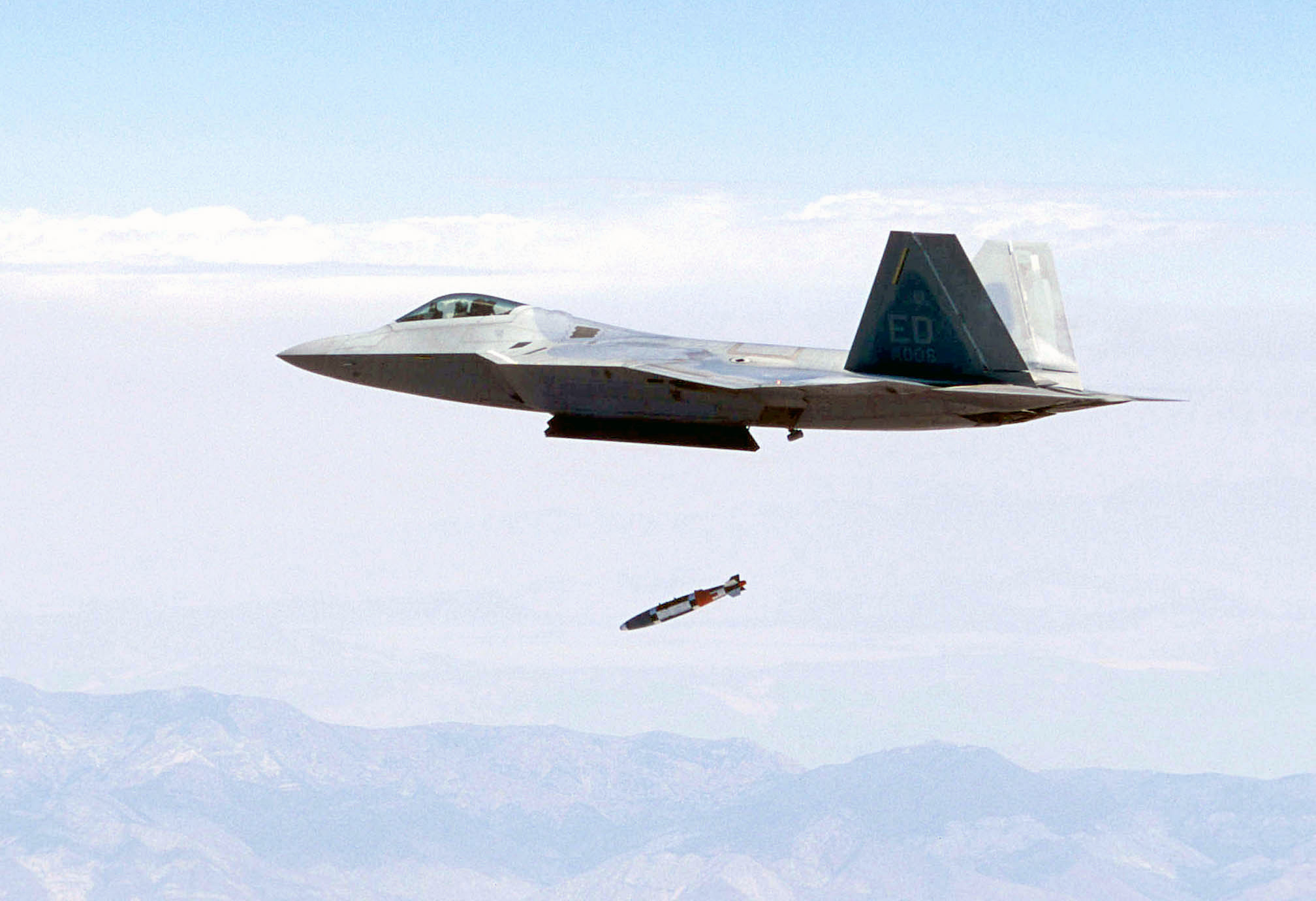
Um F-22 libera um JDAM de sua baía interna central enquanto voa em velocidade supersônica

Lições aprendidas durante a primeira Guerra do Golfo mostraram o valor das munições de precisão, mas também destacaram as dificuldades em empregá-las—especificamente quando a visibilidade do solo ou alvo do ar estava degradada. O problema da má visibilidade não afeta armas guiadas por satélite como Munição de Ataque Direto Conjunto (JDAM) e Arma de Ataque Distante Conjunto (JSOW), que fazem uso do sistema GPS dos Estados Unidos para orientação. Esta arma pode ser empregada em todas as condições climáticas, sem qualquer necessidade de apoio terrestre. Porque é possível interferir no GPS, o pacote de orientação reverte para navegação inercial no caso de perda do sinal GPS. A navegação inercial é significativamente menos precisa; o JDAM alcança um erro circular provável (CEP) publicado de 13 m sob orientação GPS, mas tipicamente apenas 30 m sob orientação inercial (com tempos de queda livre de 100 segundos ou menos).

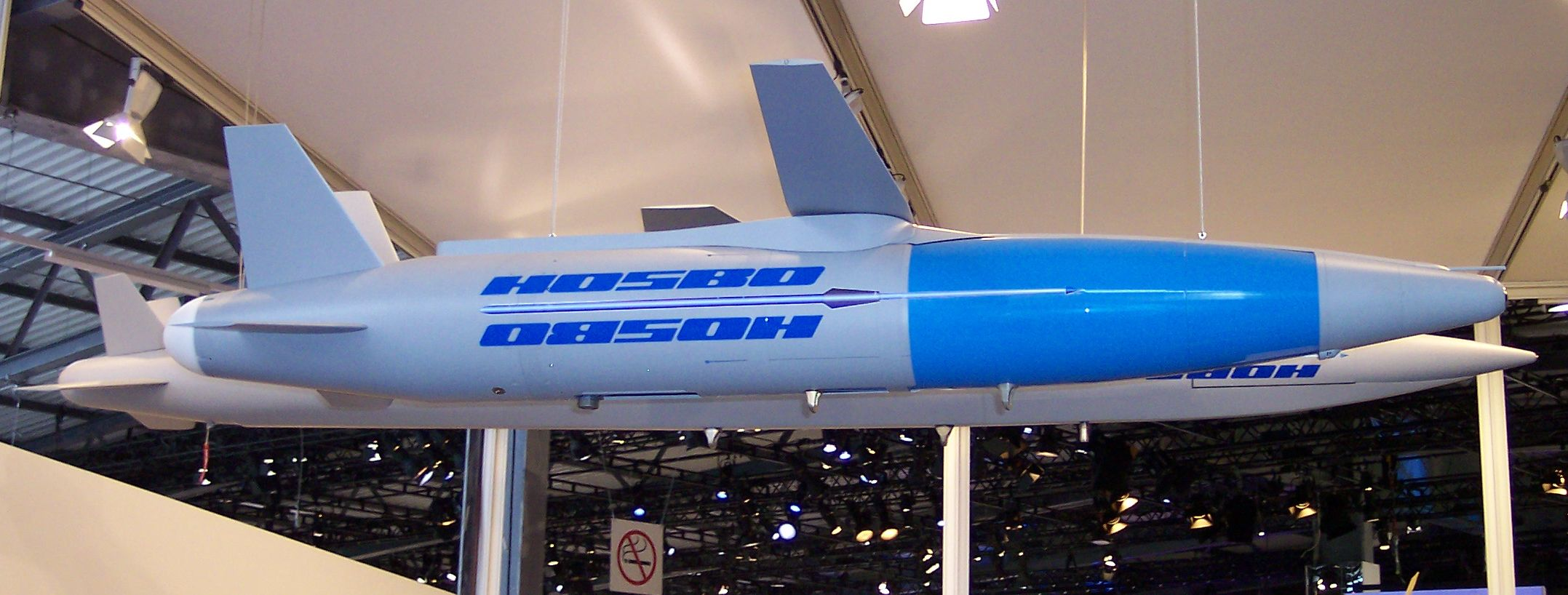
HOPE/HOSBO da Luftwaffe com uma combinação de orientação GPS/INS e eletro-óptica

A precisão dessas armas depende tanto da precisão do sistema de medição usado para determinação de localização quanto da precisão no estabelecimento das coordenadas do alvo. Esta última depende criticamente de informações de inteligência, nem todas as quais são precisas. De acordo com um relatório da CIA, o bombardeio acidental da embaixada chinesa em Belgrado durante a Operação Força Aliada por aeronaves da OTAN foi atribuído a informações de alvo falhas. No entanto, se as informações de localização do alvo forem precisas, armas guiadas por satélite são significativamente mais propensas a alcançar um ataque bem-sucedido em qualquer condição climática do que qualquer outro tipo de munição guiada de precisão. Outros sistemas militares de orientação por satélite incluem: GLONASS russo, Galileo europeu, BeiDou chinês, NavIC indiano, QZSS japonês.

## História
A bomba guiada teve suas origens na Segunda Guerra Mundial. Seu uso aumentou após o sucesso da arma na Guerra do Golfo.

### Segunda Guerra Mundial

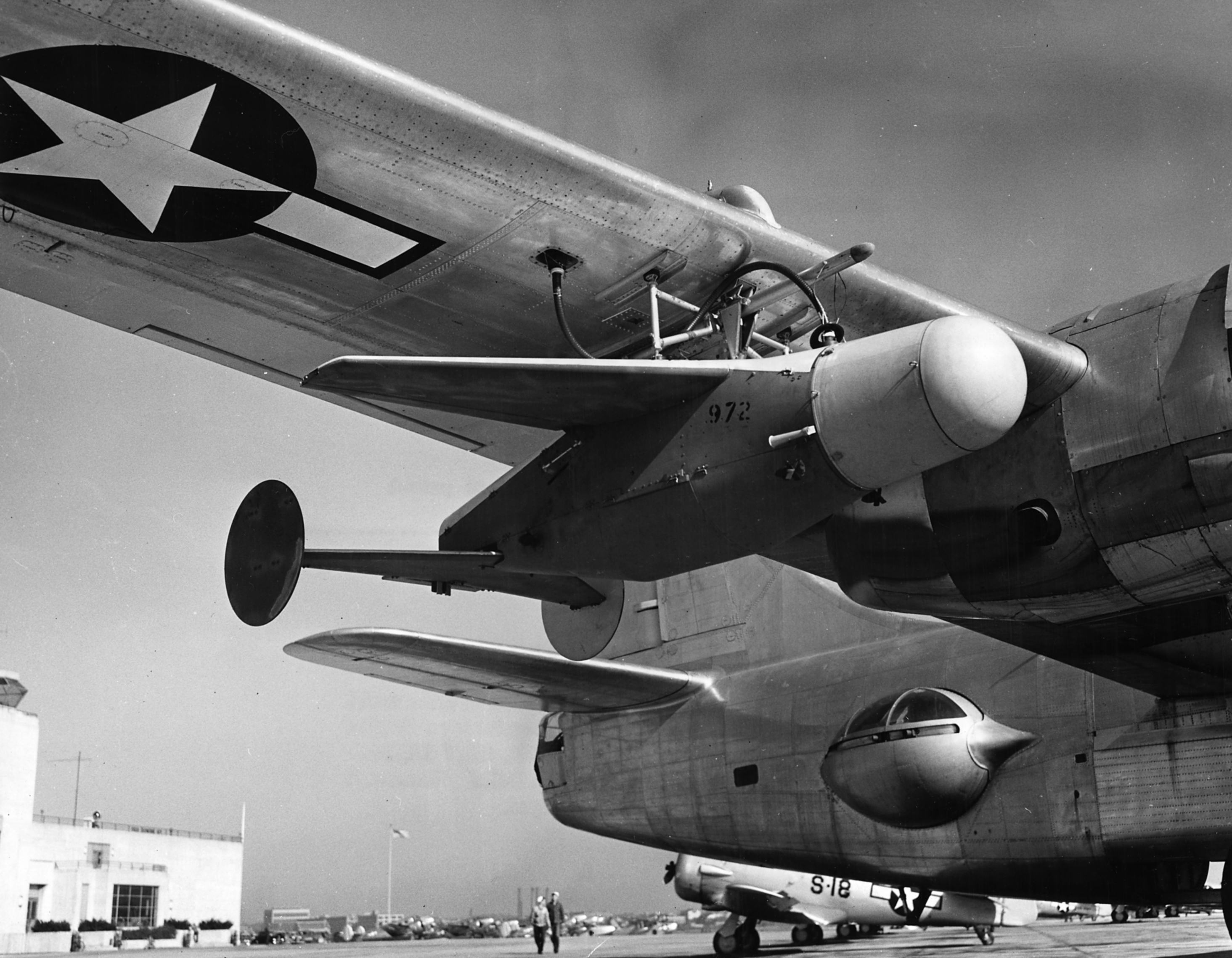
Uma bomba guiada BAT

Na Segunda Guerra Mundial, os mencionados projetos de armamento guiado Fritz X e Henschel Hs 293 foram usados em combate pela Alemanha Nazista contra navios, como a USAAF faria com o Azon ao atingir pontes e outros alvos difíceis tanto na Europa Ocidental quanto na Birmânia. Posteriormente, o Comitê Nacional de Pesquisa de Defesa dos EUA desenvolveu o VB-6 Felix, que usava infravermelho para localizar navios. Embora tenha entrado em produção em 1945, nunca foi empregado operacionalmente.

### Guerra da Coreia
Os EUA implantaram brevemente a bomba ASM-A-1 Tarzon (ou VB-13 Tarson) (um Tallboy equipado com orientação por rádio) durante a Guerra da Coreia, lançando-as de Boeing B-29 Superfortresses.

### Guerra do Vietnã
Em 1962, o Exército dos EUA começou a pesquisa em sistemas de orientação por laser e, em 1967, a USAF havia conduzido uma avaliação competitiva levando ao desenvolvimento completo da primeira bomba guiada por laser do mundo, a BOLT-117, em 1968.

### Guerra do Golfo
GBU-12 Paveway IIs foram usadas com grande efeito na primeira Guerra do Golfo, lançadas de aeronaves F-111F para destruir veículos blindados iraquianos em um processo referido como "caça aos tanques".

### Guerra ao Terror
A primeira Guerra do Golfo mostrou o valor das bombas guiadas, com munições guiadas de precisão representando 70% das munições gastas durante a Operação Liberdade Duradoura.

### Conceitos avançados de orientação
Respondendo a relatórios pós-ação de pilotos que empregaram armas guiadas por laser e/ou satélite, a Boeing desenvolveu um Laser JDAM (LJDAM) para fornecer ambos os tipos de orientação em um único kit. Baseado nas configurações JDAM existentes, um pacote de orientação por laser é adicionado a uma arma guiada por GPS/INS para aumentar a precisão geral das armas. A Raytheon desenvolveu a família Enhanced Paveway, que adiciona orientação GPS/INS à sua família Paveway de pacotes de orientação por laser. Essas armas "híbridas" guiadas por laser e GPS permitem o transporte de menos tipos de armas, mantendo a flexibilidade da missão, porque essas armas podem ser empregadas igualmente contra alvos móveis e fixos, ou alvos de oportunidade. Por exemplo, uma carga típica de armas em um F-16 voando na Guerra do Iraque incluía um único JDAM de 2 000 lb e duas LGBs de 500 lb. Com LJDAM, e a nova Bomba de Pequeno Diâmetro, essas mesmas aeronaves podem carregar mais bombas se necessário, e têm a opção de orientação por satélite ou laser para cada lançamento de arma.